# Молар деј Франки (Торино)
Молар деј Франки је насеље у Италији у округу Торино, региону Пијемонт.
Према процени из 2011. у насељу је живело 54 становника. Насеље се налази на надморској висини од 563 м.